# Bulldozer
Bulldozer este o formație de black metal din Milano, Italia.